# 강조법
강조법(強調法)이란 독자에게 더욱 강렬하고 절실한 인상을 주기 위해 표현하는 수사 기법이다. 

## 종류

### 과장법
사물을 실상보다 지나치게 과도하게 혹은 작게 표현함으로써 문장의 효과를 높이는 수사법. 예를 들면, 눈이 빠지도록 기다리고 있었다. 따위가 있다.

### 영탄법
영탄법(咏嘆法)은 작가의 내부에서 일어나는 벅찬 감동의 자연스러운 표현으로 드러내는 것을 말하는데, 주로 ‘아아’, 
‘오오’ 등의 감탄사를 동반하는 수가 많다.
낭만주의 계열의 시의 한 특성은 감상주의(centimentalism)이다. 이런 감상이 과잉된 시나 소설 속에는 이러한 영탄법이 
자주 사용된다.

### 반복법
반복법(反復法)은 한 문장 안에서 같거나 비슷한 어구를 되풀이 하여 표현함으로써 강조하는 수사법이다. 
시에서의 이런 표현은 시적 운률미를 주기 위해서, 또 산문에서는 박력을 주기 위해 사용된다.

### 점층법
점층법(漸層法)은 서술하는 한 마디 한 마디에 차차 그 뜻이 강해지고 커지고 의미가 깊어지는 것이다.
이로써 독자로 하여금 감정이 점차 고조되어 작품에 몰입하게 되어 마침내 절정에 이르도록 하는 수사법이다.

### 대조법
대조법(對照法)은 상반되는 두 가지 사물이나 관념을 직접 대조하고 비교함으로써 보다 강한 표현을 얻는 강조법이다. 
“인생은 짧고, 예술은 길다.”라거나 “앉아서 주고 서서 받는다.”, “달면 삼키고, 쓰면 뱉는다[甘呑苦吐].” 
등과 같이 서로 반대되는 개념을 병치(竝置)시킴으로써 각각의 특색을 더욱 두드러지게 한다.

### 미화법
표현 대상을 실제보다 아름답게 나타내는 수사법. 강조법의 하나로, 거지를 거리의 천사, 도둑을 양상군자라고 하는 따위가 있다...

### 열거법
열거법(列擧法)은 서로 비슷한 어구를 동등하게 나열함으로써 전체의 뜻을 강조하는 방법이다. 

### 억양법
억양법(抑揚法)은 칭찬을 위해 상대를 먼저 내려깎는다든지, 아니면 내려깎기 위해 상대를 먼저 추켜세우는 방식의 강조법이다.

### 현재법
과거나 미래의 사실, 또는 눈앞에 없는 사실을 마치 눈앞에 있는 것처럼 나타내는 것. 어떻게 보면 수사법이기도 하다.
비교법
두가지 이상의 사물의 성질,모습,내용 등의 정도를 견주어서 어느 한 사물을 선명히 표현하는 방법이다.